# Agelena jumbo
Agelena jumbo es una especie de araña del género Agelena, familia Agelenidae. Fue descrita científicamente por Strand en 1913.

## Distribución
Esta especie se encuentra en África Central.